# Pelendava
Pelendava is de oude hoofdstad van de Dacische stam der Peli. Pelendava werd voor het eerst documentair vermeld op de Tabula Peutingeriana wat een kopie is van een antieke Romeinse kaart uit de 3e eeuw. In het begin van de 2e eeuw, tijdens Trajanus, bouwden de Romeinen in Pelendeva een castrum, die verstevigd werd in de tijd van Hadrianus. Romeins Pelendeva heeft een bloeiende tijd gekend.
De ruïnes van Pelendeva liggen in de wijk Mofleni in het huidige Craiova, een stad in Roemenië.